# Форггус мак Муйрхертайг
Форггус мак Муйрхертайг (др.‑ирл. Forggus mac Muirchertaig; умер в 566) — король Айлеха (534/536—566) и верховный король Ирландии (565—566) из рода Кенел Эогайн, одной из ветвей Северных Уи Нейллов. Разделял престол со своим братом-соправителем Домналлом Илхелгахом.

## Биография

### Исторические источники
Принадлежность Форггуса к Северным Уи Нейллам, покровительствовавшим одному из ранних центров ирландского летописания, монастырю Айона, стало причиной довольно большого количества свидетельств о нём в средневековых исторических источниках. Основными источниками сведений о жизни Форггуса мак Муйрхертайга являются ирландские анналы. Предполагается, что некоторые из находящихся в них известий могли быть записаны если не при жизни Форггуса, то уже вскоре после его смерти. Также ряд уникальных свидетельств о деятельности Форгуса, частью противоречащих данным анналов, содержится в написанном около 700 года Адомнаном житии святого Колумбы.

### Происхождение
Форггус был сыном верховного короля Ирландии Муйрхертаха мак Эрки, владевшего также и престолом королевства Айлех. Его матерью была Дуйнсех, дочь короля Коннахта Дауи Тенги Умы, а братьями — Домналл Илхелгах и Баэтан мак Муйрхертайг. Наиболее тесно Форггус был связан с первым из них, Домналлом, соправителем которого он был долгие годы как в Айлехе, так и на престоле верховного короля Ирландии.

### Король Айлеха

#### Войны с Коннахтом
Король Муйрхертах мак Эрка погиб в 534 или в 536 году, после чего престол Айлеха перешёл к его сыновьям, Форггусу мак Муйрхертайгу и Домналлу Илхелгаху, а титул верховного короля Ирландии — к Туаталу Маэлгарбу.
Основным событием правления Форггуса мак Муйрхертайга и Домналла Илхелгаха в 540-х—550-х годах был их длительный вооружённый конфликт с правителями Коннахта. Ещё отец королей-соправителей, Муйрхертах мак Эрка, вёл успешные военные действия против коннахтских королей Дауи Тенги Умы и Эогана Бела. Однако после гибели Муйрхертаха король Эоган начал вести политику, направленную на расширение своих владений, в том числе, за счёт земель Айлеха. Для противодействия коннахтской экспансии правители Северных Уи Нейллов заключили союз, в который вошли короли Айлеха Форггус и Домналл, а также их дальние родственники, король Кенел Конайлл Айнмере мак Сетнай и его брат Ниннид. В 543 или в 547 году союзники вторглись в Коннахт и в кровопролитном сражении на берегу реки Сликех (около современного города Слайго) нанесли поражение войску Эогана Бела. Коннахтский король пал на поле боя.
В 550 году в результате новой победы Форггуса и Домналла над коннахтским войском при Кул Конайре (вблизи залива Клю) погибли два сына Эогана Бела, король Айлиль Инбанда и его брат Аэд Фортобол. Вероятно, победа при Кул Конайре способствовала переходу престола Коннахта от враждебного Ферггусу и Домналу рода Уи Фиахрах к роду Уи Бриуйн, с которым у айлехских монархов позднее завязались союзные отношения.

#### Сражение при Кул Древне
В 561 году короли Айлеха Форггус мак Муйрхертайг и Домналл Илхелгах оказались вовлечены в военные действия против верховного короля Ирландии, правителя Миде Диармайта мак Кербайлла, принадлежавшего к роду Южных Уи Нейллов.
По свидетельству «Анналов Тигернаха» и «Хроники скоттов», поводом к битве стала казнь по приказу Диармайта принца Курнана, сына их союзника, коннахтского короля Аэда мак Эхаха. Согласно же другим свидетельствам, причиной конфликта стала ссора из-за книги двух святых, Финниана Мовильского и Колумбы. В этом споре верховный король поддержал Финниана, а Колумба попросил защиты у своих родственников из числа Северных Уи Нейллов. В результате возникла направленная против Диармайта коалиция, в которую, кроме Форггуса мак Муйрхертайга и Домналла Илхелгаха, вошли король Кенел Конайлл Айнмере мак Сетнай, его родственник Ниннид мак Дуах и король Коннахта Аэд мак Эхах. Возможно, обращение Колумбы за помощью было лишь предлогом для участников коалиции предъявить свои претензии на титул верховного короля Ирландии.
Предполагается, что Диармайт мак Кербайлл первым начал военные действия. Он дошёл с войском до владений своих врагов в Слайго, и здесь в сражении при Кул Древне (около горы Бен-Балбен) встретился с их армией на поле битвы. Средневековые авторы сообщают, что в произошедшем сражении Диармайт был полностью разгромлен своими противниками, потеряв три тысячи воинов убитыми, в то время как в войске союзников погиб лишь один воин.

#### Сражение при Мойн Дайри Лотайр
О дальнейшем противостоянии между Диармайтом мак Кербайллом и его победителями при Кул Древне в исторических источниках ничего не сообщается. На основании сведений анналов и «Жития святого Колумбы» делается вывод, что спустя некоторое время после сражения правители Северных Уи Нейллов заключили мирное соглашение с верховным королём. Вероятно, это произошло вскоре после одержанной Форггусом мак Муйрхертайгом и Домналлом Илхелгахом в 563 году крупной победы над ульстерскими круитни. В сражении, состоявшемся при Мойн Дайри Лотайр, союзниками королей Айлеха снова выступили Айнмере мак Сетнай и Ниннид мак Дуах, а противником — король Дал Арайде Аэд Брекк. В результате кровопролитного сражения на поле боя пали король Аэд и ещё семь ульстерских вождей, а ещё один король круитни, Эохайд Лайб, бежал на колеснице.
После битвы при Мойн Дайри Лотайр владения Северных Уи Нейллов значительно расширились, достигнув реки Банн. Непосредственно к владениям королей Форггуса мак Муйрхертайга и Домналла Илхелгаха были присоединены обширные земли от полуострова Инишоуэн до полуострова Магиллиган. Предполагается, что условием мирного соглашения между правителями Айлеха и Кенел Конайлл с одной стороны и Диармайтом мак Кербайллом с другой было признание верховным королём всех этих завоеваний в обмен на согласие Северных Уи Нейллов не оспаривать его права на титул верховного короля Ирландии.

### Верховный король Ирландии
В 565 году Диармайт мак Кербайлл был убит королём Дал Арайде Аэдом Чёрным. Возможно, в силу ранее заключённого соглашения, титул верховного короля Ирландии перешёл к Форггусу мак Муйрхертайгу и Домналлу Илхелгаху, ставшим королями-соправителями. Это событие стало началом периода значительное падение престижа титула верховного короля, продолжавшегося от смерти Диармайта до правления жившего в VII веке Домналла мак Аэдо.
Вероятно, намереваясь подчинить своей верховной власти всех ирландских правителей, Форггус и Домналл в 566 году разбили в сражении в долине реки Лиффи войско лейнстерцев. По свидетельству «Анналов Инишфаллена», Домналл погиб в этом сражении, однако другие ирландские анналы не сообщают никаких подробностей об обстоятельствах его смерти. Вероятно, из двух братьев-соправителей именно Домналл был наиболее деятельным и влиятельным. Вскоре после смерти своего брата скончался и король Форггус. Возможно, он стал жертвой большой эпидемии чумы, обрушившейся на Ирландию ещё в 540-х годах.
Новым верховным королём Ирландии стал наиболее влиятельный на тот момент ирландский правитель, король Кенел Конайлл Айнмере мак Сетнай, а престол Айлеха перешёл к брату скончавшихся королей Баэтану мак Муйрхертайгу и сыну Домналла Эохайду.

## Комментарии

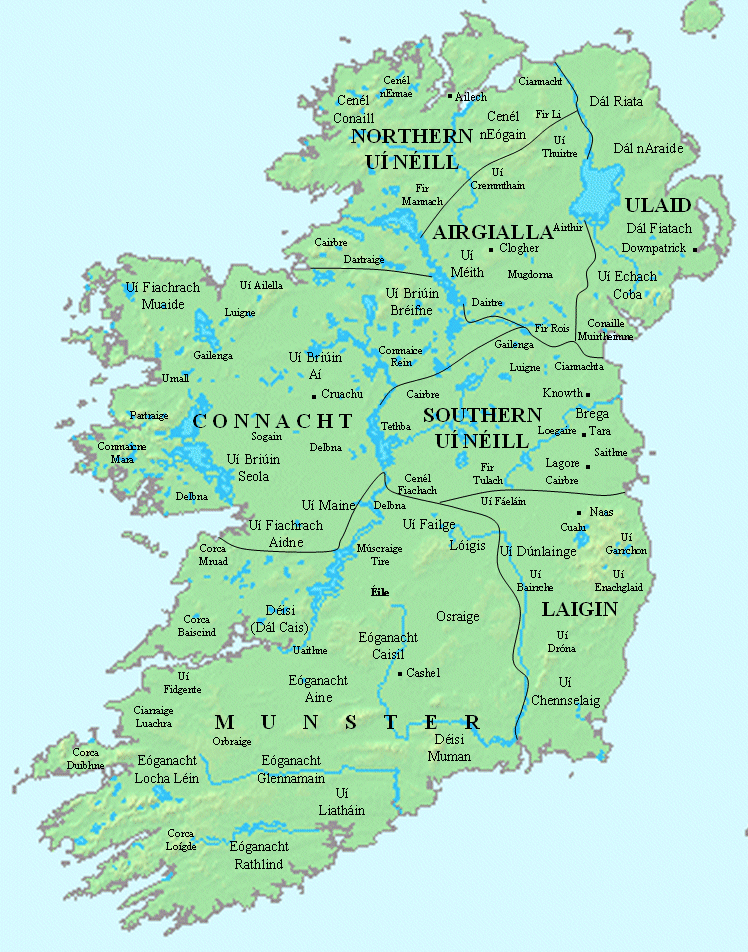
Ирландия в Раннее Средневековье

1. ↑  Известен также как верховный король Ирландии Фергус II (англ. Fergus II).
2. ↑  Возможно, это известие было неправильно понято позднейшими авторами и речь в нём велась о том, что противником коннахтцев в этой битве было войско септа Фир Хера, основателем которого был Мак Эрке, дальний родственник короля Айлиля Инбанды[10].